# جيف جاكسون (لاعب هوكي الجليد)
جيف جاكسون هو لاعب هوكي الجليد كندي، ولد في 24 أبريل 1965 في تشاتام كينت في كندا.

## وصلات خارجية
- جيف جاكسون على موقع دوري الهوكي الوطني (الإنجليزية)
- جيف جاكسون على موقع EliteProspects.com (الإنجليزية)
- جيف جاكسون على موقع HockeyDB.com (الإنجليزية)
- جيف جاكسون على موقع Hockey-Reference.com (الإنجليزية)